# Für immer Liebe
Für immer Liebe ist ein US-amerikanisches Romantik-Drama aus dem Jahr 2012. Unter der Regie von Michael Sucsy, spielten Rachel McAdams und Channing Tatum die Hauptrollen. Der Film wurde von Spyglass Entertainment produziert. Der Film basiert auf der wahren Geschichte von Kim und Krickitt Carpenter, einem Paar aus New Mexico.

## Handlung
Paige und Leo sind frisch verheiratet, noch jung und sehr verliebt. Die beiden befinden sich auf der Heimfahrt in ihrem Auto und albern herum. Leo bleibt auf der verschneiten Straße stehen, um Paige zu küssen. Plötzlich taucht ein Lastwagen hinter den beiden auf. Der LKW-Fahrer versucht noch zu bremsen, jedoch gelingt das auf der eisigen Fahrbahn nicht, und das Fahrzeug erfasst sie mit voller Wucht.
Als Paige im Krankenhaus ihr Bewusstsein zurückerlangt, sitzt Leo bereits vor ihr. Er hat den Unfall unversehrt überstanden. Doch als Paige ihre Augen öffnet und den gutaussehenden jungen Mann vor sich sieht, hält sie ihn für ihren Arzt. Ihr Ehemann ist schockiert und gleichzeitig verzweifelt, denn Paige hat all ihre Erinnerungen nach der High-School verloren. Leo versucht ihr zu erklären, er sei ihr Ehemann und dass sie ihn doch liebt, doch Paige kann sich daran nicht erinnern.
Die Ärztin gibt dem jungen Paar den Tipp, sie sollten den Alltag normal weiter leben, um die Erinnerungen von Paige zurückzugewinnen. Paige jedoch ist sehr distanziert. Leo beschließt dennoch, um ihre Liebe zu kämpfen. Er will versuchen, ihre Liebe – wie schon vor Jahren – für sich zu gewinnen. Paige distanziert sich jedoch immer weiter, sie nimmt wieder Kontakt mit ihrer Familie und ihrem Ex-Verlobten auf und steigt wieder in ihr abgebrochenes Studium ein. Nach vielen Versuchen, Paige und ihre Erinnerungen zurückzugewinnen, gibt Leo sich geschlagen, da sich auch ihre Familie gegen ihn sträubt.
Nach einiger Zeit erfährt Paige jedoch von einer alten Freundin, dass diese eine Affäre mit ihrem Vater hatte und dies der Grund für den Kontaktabbruch und ihren Lebenswandel war.
Derselbe Wandel beginnt von neuem, und Paige beginnt wieder ein Leben als Künstlerin, hält den Kontakt mit den Eltern jedoch aufrecht. Wie es das Schicksal so will, treffen sich Leo und Paige vor einem Café, in das sie früher bei Schneefall immer gemeinsam gingen, und beschließen, gemeinsam etwas trinken zu gehen.

## Hintergrund
Das Produktionsbudget lag bei 30 Mio. US-Dollar. Die Dreharbeiten fanden von August bis November 2010 in Kanada und in den USA statt.
Der Film basiert auf der wahren Geschichte von Kim und Krickitt Carpenter, einem Paar aus New Mexico. Das Paar ist mittlerweile wieder verheiratet und hat zwei Kinder, Krickitt kann sich bis heute jedoch nicht an die „erste Ehe“ mit Kim erinnern. Nach Aussagen der beiden hielt sie ihr Glaube an Jesus und ihr Eheversprechen vor Gott zusammen und sie bedauerten, dass dieser Aspekt im Film nicht umgesetzt wurde.

## Soundtrack
| Nr. | Titel                                                   | Interpret         |
| --- | ------------------------------------------------------- | ----------------- |
| 1.  | I’d Do Anything For Love (But I Won’t Do That)          | Meat Loaf         |
| 2.  | Specks                                                  | Matt Pond PA      |
| 3.  | England                                                 | The National      |
| 4.  | Leaving On The 5th                                      | Voxhaul Broadcast |
| 5.  | This Too Shall Pass                                     | OK Go             |
| 6.  | Get Some                                                | Lykke Li          |
| 7.  | Nothing Was Stolen (Love Me Foolishly)                  | Phosphorescent    |
| 8.  | Come On, Come On (feat. Britta Phillips & Dean Wareham) | Scott Hardkiss    |
| 9.  | Play My Way                                             | Maya von Doll     |
| 10. | Problems of Our Own                                     | Light FM          |
| 11. | Neon Blue                                               | Still Life Still  |
| 12. | Pictures Of You (Remaster)                              | The Cure          |

## Kritik
„Für immer Liebe ist ein berührendes Romantik-Drama mit vielen frischen Ideen, das sich trotz einiger genretypischer Klischees positiv von der Konkurrenz abhebt.“

„Zugegeben: Auch wenn Michael Sucsys Geschichte der Realität entsprungen ist, hebt sich ‚Für immer Liebe‘ inhaltlich betrachtet kaum von den gängigen Liebesfilmen ab. Und doch gelingt es dem Regisseur, die Geschichte mit so viel Feingefühl und Liebenswürdigkeit zu erzählen, dass ihr sogar die größten Kitschverweigerer etwas abgewinnen werden können.“